# Han König
Anthonie Hendrik (Han) König (Amsterdam, 14 december 1911 – Amsterdam, 29 juni 1969) was een Nederlands acteur en regisseur.
Han König was vooral actief als toneel- en hoorspelacteur. Hij debuteerde in 1932 bij het toneelgezelschap van Albert van Dalsum. In 1938 kreeg hij de leiding over het Amsterdamse Kindertoneel.
Na de Tweede Wereldoorlog was hij werkzaam als regisseur van radioprogramma's als De bonte dinsdagavondtrein (AVRO), Negen heit de klok (KRO) en Studio Steravond (NCRV). Hij regisseerde en acteerde in diverse hoorspelen. König had bijrollen in televisieseries als Pipo de Clown en Maigret.
König overleed in 1969 op 57-jarige leeftijd in het Sint Lucasziekenhuis in Amsterdam, waar hij drie weken eerder was opgenomen met een ernstige ziekte.